# Touwcommando
Een touwcommando is een mondeling commando dat tussen klimmers gecommuniceerd wordt wanneer zij samen aan het klimmen zijn en willen dat de ander een handeling ten opzichte van het touw uit gaat voeren.
Touwcommando's zijn gestandaardiseerd en bondig om misverstanden te voorkomen, en, wanneer klimmers elkaar niet kunnen zien, toch eenduidig te kunnen communiceren over wat er staat te gebeuren. In België worden de Franstalige commando's aangeleerd om verwarring met de Walen te voorkomen. Het is belangrijk om voor het vertrek nog even de belangrijkste touwcommando's te overlopen met je klimpartner. Op deze manier kunnen er geen misverstanden ontstaan tijdens het klimmen. Bij het geven van de commando's is het belangrijk dat ze voldoende luid worden gegeven (denk eraan dat je klimpartner vele meters hoger is en misschien last heeft van de wind). 
Soms worden ook, in plaats van commando's met de stem, commando's gegeven met een fluitsignaal of door te trekken aan het touw. Dit doet men wanneer commando's met de stem praktisch niet mogelijk zijn (vb: bij harde wind...). Ook hier zijn vooraf gemaakte onderlinge afspraken belangrijk. 
Een overzicht: (de Nederlandstalige commando's zijn achteraan toegevoegd)
- Sec: De voorklimmer attendeert de zekeraar dat hij moet opletten omdat hij mogelijk gaat vallen
- Mou: De klimmer verlangt meer touw van zijn zekeraar (Touw uit)
- Aval: De naklimmer verlangt minder speling op zijn touw (Touw in)
- Relais: De klimmer heeft een standplaats gemaakt en hoeft niet langer gezekerd te worden (stand)
- Block: De klimmer wenst dat zijn zekeraar het touw aanspant en blokkeert
- Départ: De klimmer mag vertrekken (vertrek/nakomen voor respectievelijk voor- en naklimmer)
- Caillou: Er is een vallend object (Steen)
- Corde: Signaal dat er een touw naar beneden gegooid wordt (Touw)
- Bout de corde: Signaal van de naklimmer dat het touw tussen de zekeraar en de naklimmer strak staat en dat de zekeraar mag beginnen zekeren
- Vaché: De klimmer heeft zijn zelfzekering vastgemaakt (aan de standplaats)